# Клуб «Shortbus»
Клуб «Shortbus» (англ. Shortbus) — фільм 2006 року американського режисера Джона Кемерона Мітчелла про молодих жителів сучасного Нью-Йорка, які збираються в пошуках особистого щастя в напівпідпільному клубі «Shortbus». У центрі сюжету — історії двох героїв, консультанта сімейних пар (сексуального терапевта) Софії, якій ніяк не вдається досягти оргазму, і гомосексуала Джеймса, що заплутався у відносинах з бойфрендом і готується прийняти найважливіше рішення у своєму житті. У фільмі, прем'єра якого відбулася 20 травня 2006 року на Каннському кінофестивалі, з небаченою раніше для великого кіно відвертістю показаний найширший спектр сексуальних епізодів, від традиційного сексу до автофеляції і гомосексуальної оральної сцени.

## Сюжет
Фільм відкриває мальована панорама сучасного Нью-Йорка, плавно переходить в три сексуальні сцени.
У першій — жінка-домінатрікс Северин приймає клієнта-мазохіста Джесса, в іншій — гомосексуал Джеймс не без успіху пробує зайнятися оральним сексом із собою, нарешті, в третій — подружжя Софія та Роб нестримно віддаються один одному в немислимих позах. Софія працює сексуальним терапевтом (або, як вона себе називає, консультантом сімейних пар), проте їй жодного разу в житті не вдалося досягти оргазму, цей факт вона приховує від чоловіка кілька років.
На прийом до Софії приходить гомосексуальна пара, Джеймі і Джеймс, що вирішили після п'яти років спільного життя спробувати відкриті відносини, які допускають зв'язки на стороні. Консультація закінчується конфузом — Софія відважує ляпас Джеймі, після чого зізнається у своїй інтимній проблемі. Хлопці, вирішуючи допомогти дівчині, запрошують її відвідати напівпідпільний клуб Shortbus, де нью-йоркці різного віку збираються заради сексуальних, інтелектуальних й інших розваг.
На вході в Shortbus Софію зустрічає «господиня закладу», трансвестит Джастін Бонд, який влаштовує їй екскурсію по клубу і знайомить її із завсідниками. Серед останніх — садо-мазо-пані Северін, яка страждає від самотності, екс-модель і співак Сет, закоханий у «Джеймісов» (Джеймі і Джеймса), і багато інших екзотичних персонажів. Всі вони з ентузіазмом починають допомагати Софії в подоланні аноргазмії.

## У ролях
- Лі Сук-Йін — Софія
- Пол Доусон — Джеймс
- Ліндсей Біміш — Северин
- Пі Джей Дебой — Джеймі
- Рафаель Баркер — Роб
- Пітер Стіклс — Калеб
- Джей Бреннан — Сет
- Джастін Бонд — Джастін Бонд

## Цікавинки
- У ході кастингу фільму «Клуб „Shortbus“» кожен претендент на роль представляв 10-хвилинне відео, в якому описував свій найважливіший сексуальний досвід. Режисер Джон Кемерон Мітчелл отримав близько 500 таких записів.
- Щоб актори відчували себе комфортніше, режисер і оператор працювали оголеними під час зйомок сексуальних сцен.
- Ідея одного з найнетривіальніших епізодів картини — сцени, в якій Джеймс намагається займатися оральним сексом із собою, — належить Мітчеллу. Заради здійснення режисерського задуму актор Пол Доусон, який грав Джеймса, щодня протягом трьох місяців вправлявся по знайденій в Інтернеті книзі «Мистецтво автофеляції».
- Участь у зйомках фільму мало не коштувала звільнення виконавиці ролі Софії канадській радіоведучій Лі Сук-Йін. Зберегти місце Лі вдалося лише завдяки тиску, що чинився на її роботодавця, Канадську телерадіомовну корпорацію (CBC), з боку таких діячів культури як Френсіс Форд Коппола, Майкл Стайп і Йоко Оно.
- Саундтрек до фільму написав і виконав Скотт Метью